# Galacantha
Galacantha is een geslacht van tienpotigen uit de familie Munidopsidae.

## Verspreiding en leefgebied
De soorten van dit geslacht komen voor in de Indische en Stille Oceaan.

## Soortenlijst
Het geslacht bevat de volgende soorten:
- Galacantha bellis Henderson, 1885
- Galacantha bellula Osawa, Lin & Chan, 2013
- Galacantha diomedeae Faxon, 1893
- Galacantha galeata Komai, 2011
- Galacantha quiquei Macpherson, 2007
- Galacantha rostrata A. Milne Edwards, 1880
- Galacantha spinosa A. Milne Edwards, 1880
- Galacantha subrostrata Macpherson, 2007
- Galacantha subspinosa Macpherson, 2007
- Galacantha trachynotus Anderson, 1896
- Galacantha valdiviae Balss, 1913